# Hugh Carthy
Hugh John Carthy (ur. 9 lipca 1994 w Preston) – brytyjski kolarz szosowy.

## Osiągnięcia
Opracowano na podstawie:

2014
- 1. miejsce w prologu Mzansi Tour
- 1. miejsce w klasyfikacji młodzieżowej Tour of Japan
  - 1. miejsce w klasyfikacji górskiej
- 1. miejsce w Tour de Korea
  - 1. miejsce w klasyfikacji młodzieżowej
  - 1. miejsce na 7. etapie

2015
- 1. miejsce w klasyfikacji młodzieżowej Tour du Gévaudan Occitanie

2016
- 1. miejsce w klasyfikacji młodzieżowej Volta Ciclista a Catalunya
- 1. miejsce w Vuelta a Asturias
  - 1. miejsce w klasyfikacji młodzieżowej
  - 1. miejsce na 1. etapie

2018
- 3. miejsce w Colorado Classic
  - 1. miejsce w klasyfikacji górskiej

2019
- 3. miejsce w Tour du Haut-Var
- 1. miejsce w klasyfikacji młodzieżowej Tour de Suisse
  - 1. miejsce na 9. etapie

2020
- 3. miejsce w Vuelta a España
  - 1. miejsce na 12. etapie

2021
- 3. miejsce w Classic de l’Ardèche
- 1. miejsce na 5. etapie Vuelta a Burgos

2022
- 9. miejsce w Giro d’Italia
- 2. miejsce w Tour de Langkawi

2023
- 2. miejsce w Tour of the Alps

## Rankingi
| Rok              | 2013 | 2014 | 2015 | 2016 | 2017  | 2018 | 2019 | 2020 | 2021 | 2022 | 2023 | 2024 |
| ---------------- | ---- | ---- | ---- | ---- | ----- | ---- | ---- | ---- | ---- | ---- | ---- | ---- |
| UCI World Tour   |      |      |      | -    | 248.  | 192. |      |      |      |      |      |      |
| World Ranking    |      |      |      | 182. | 825.  | 215. | 192. | 48.  | 103. | 163. | 127. | 949. |
| UCI Europe Tour  | -    | -    | 858. | 105. | 1173. | 720. | 158. | 38.  | 87.  | 133. | -    | -    |
| UCI Asia Tour    | 368. | 17.  | -    | -    | -     | 736. |      |      |      |      |      |      |
| UCI America Tour | -    | -    | 170. | -    | 280.  | 6.   |      |      |      |      |      |      |
| UCI Africa Tour  | -    | 138. | -    | -    | -     | -    |      |      |      |      |      |      |
|                  |      |      |      |      |       |      |      |      |      |      |      |      |
| Źródło: UCI      |      |      |      |      |       |      |      |      |      |      |      |      |